# Club Social y Deportivo Flandria
El Club Social y Deportivo Flandria és un club de futbol argentí de la ciutat de Jáuregui.

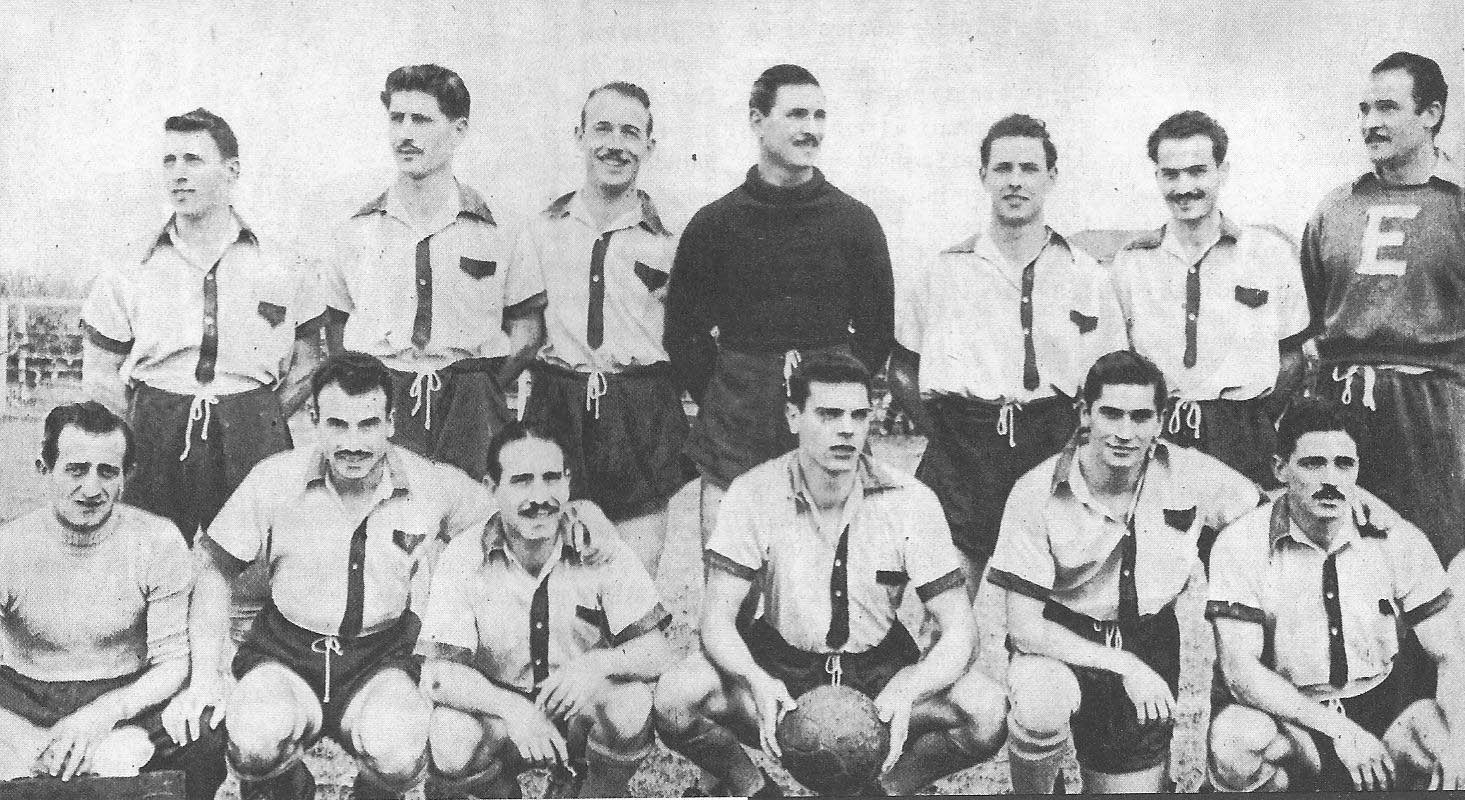
Equip l'any 1952 que ascendí a Primera C.

## Palmarès
- Primera D (1): 1952
- Primera C (1): 1997-98
- Primera B Metropolitana: 2016